# 卡门·米罗
卡门·米罗（西班牙語：Carmen Miró，1919年4月19日—2022年9月18日），巴拿马统计学家、人口学家。

## 生平
米罗在1919年生于巴拿马，是诗人里卡多·米罗的女儿。她曾在巴拿马大学公共管理学院学习，获得商学学士学位。她后来又在倫敦政治經濟學院深造，完成了人口学和经济学的硕士和博士课程。1946年至1956年，担任巴拿马共和国总审计署统计和人口普查司司长。1950年进行了该国的第一次人口普查。在此期间，她还是巴拿马大学的统计学教授。1953年当选美国统计学会会士。1957年至1976年，担任联合国拉丁美洲人口研究中心首任主任（现拉丁美洲和加勒比经济委员会人口司）。1973年至1977年，担任国际人口科学研究联合会会长。1976年到墨西哥城工作，担任国际社会科学研究评估小组主席，并在墨西哥學院任教，四年后回到巴拿马拉丁美洲研究中心工作。1984年，她参选巴拿马副总统，但最终落选。她的文集于2015年出版。2022年9月18日逝世。

## 荣誉
- 古巴哈瓦那大学荣誉博士（1987年）
- 阿根廷国立科尔多瓦大学荣誉博士（2006年）
- 拉丁美洲社会科学研究所荣誉博士学位
- 巴拿马大学荣誉博士（2019年）[7]
- 联合国世界人口奖（1984年）[1]
- 墨西哥學院丹尼尔·科西奥·维列加斯奖（2016年）[1][2][8]